# グリンリング・ギボンズ

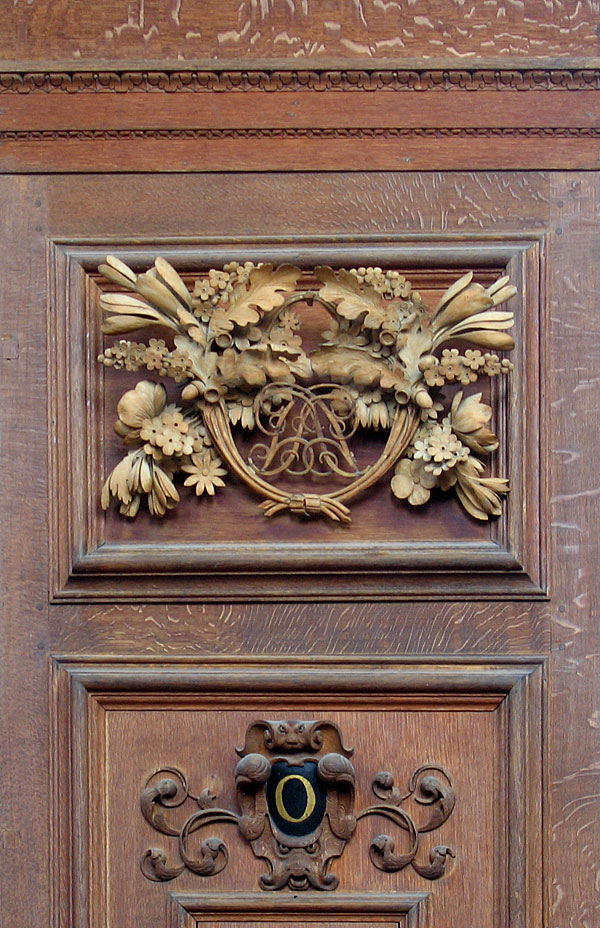
ケンブリッジ大学のWren Libraryにある本棚に施されたギボンズの彫刻

グリンリング・ギボンズ（Grinling Gibbons、1648年4月4日 - 1721年8月3日）は、イギリスの彫刻家。オランダ、ロッテルダム出身。セント・ポール大聖堂とウィンザー城の彫刻で有名。
1667年頃、イギリスに移住。木彫職人として非常に才能があり、当時の彫刻家の中でも目だった仕事を残している。1671年、現在のロンドンの南にギボンズが住んでいた時、近所に住んでいた作家のジョン・エヴリンによってその才能を見とめられる。エヴリンはギボンズをクリストファー・レンに紹介、またエヴリンとレンはチャールズ2世にギボンズを推薦、ギボンズはウィンザー城のダイニングルームを手がけることになる。
その後、レンはセント・ポール大聖堂のためにギボンズを雇う。また、ジョージ1世にも雇われることになる。彼の作品は現在でもロンドンの多くの教会で見ることが出来る。セント・ポール大聖堂の聖歌隊席やオルガンケースが有名。
1680年ごろには "King's Carver"として知られていた。彼の彫刻は素晴らしく繊細で、彼の家にあった木彫りの花が、外を通る馬車の振動によって揺れるとまで言われた。